# Forsvarets Medalje for Tapperhed
Forsvarets Medalje for Tapperhed er en medalje, som kan tildeles civilt og militært personel for indsats under kamphandlinger eller terroristvirksomhed. Medaljen blev indstiftet 30. oktober 1996 og blev første gang uddelt 13. maj 1997. Medaljen tildeles som personlig ejendom og skal derfor ikke leveres tilbage efter modtagers død. Medaljen kan desuden tildeles posthumt. Hvis medaljen bliver tildelt flere gange vil den ved anden tildeling få tilføjet sølvegeløv, mens den tredje tildeling vil medføre en tilføjelse af guldegeløv.

## Baggrund
Efter at danske soldater var blevet indsat under borgerkrigen i det tidligere Jugoslavien, var der soldater, i UNPROFOR-styrken, som havde udført heltemodige gerninger. Staten og Forsvaret ønskede at anerkende soldaternes tapperhed ved at indstifte en ny tapperhedsdekoration, som skulle indgå i rækken af kongeligt autoriserede og officielle dekorationer.
Medaljen blev således indstiftet i 1996 af dronning Margrethe 2., og uddelt første gang 13. maj 1997 til syv soldater ved en parade på Kastellet. De syv soldater var:
- Sergent Claus Gamborg (posthumt)
- Premierløjtnant af reserven Niels Lynge Agerbæk(Madsen)
- Konstabel Michael Flemming Jakobsen
- Kaptajn Jørgen Kold
- Flyverkonstabel Jesper Kingo Lystrup
- Kaptajn Henrik Bo Heeris
- Kaptajn Torben Evald Hansen

Medaljen blev senere tildelt to soldater, som også udførte modige handlinger under tjeneste ved UNPROFOR. Det var:
- Konstabel af reserven Danny Glintborg
- Overkonstabel T.Rønne

## Tildeling af Forsvarets medalje for tapperhed efter 2005
Mellem 1997 og 2005 var der ingen tildeling af Forsvarets medalje for tapperhed.
Forsvarets medalje for tapperhed blev i 2005 tildelt to soldater fra Den Kongelige Livgarde, da de under tjenesten udviste heltemod under træfninger mod oprørsstyrker i Irak.
De to soldater var:
- Sergent Ole Gretlund fra Den Kongelige Livgarde.

Blev tildelt medaljen for den 8. maj 2004, som gruppefører for en panserinfanterigruppe ved Den Danske Bataljon i Irak, Hold 3, at have udvist eksemplarisk føring af sin enhed under kamp med en fjendtlig styrke, samt under stort personligt mod at have sikret en frigørelse af egne bundne styrker, så disse kunne bringes i sikkerhed.
- Overkonstabel af reserven Thomas Huusmann, fra Den Kongelige Livgarde.

Blev Tildelt medaljen for under tjeneste ved Den Danske Bataljon i Irak, Hold 3, den 20. maj 2004 og den 7. august 2004, at have udvist helt ekstraordinært stort personligt mod under kamp med fjendtlige styrker, hvorved overkonstablens lynsnare og uselviske reaktioner var stærkt medvirkende til at forhindre tab ved egne enheder.
Med disse overrækkelser var medaljen uddelt for både 10. og 11. gang.
Siden 2005 er Forsvarets medalje for tapperhed blevet tildelt 9 soldater for deres heltemod i Afghanistan:
- Overkonstabel af 1. grad André Pugerup Christensen, fra Gardehusarregimentet.

André Pugerup Christensen fik sin tapperhedsmedalje for den 23. juli 2006, som fører af et pansret Eagle spejderkøretøj at have ydet en ekstraordinær heltemodig og tapper indsats ved ufortøvet at have bragt sine to sårede besætningsmedlemmer ud af Eaglen, efter at den havde ramt en mine. Dette til trods for, at han selv var ganske medtaget og uden hensyntagen til egen sikkerhed.
- Overkonstabel Georg Arne Petersen, fra Danske Artilleriregiment.

Georg Arne Petersen fik sin medalje, i juni 2007 ved en parade på Kastellet, for under vagttjeneste på et hustag i Musa Qala i august 2006. Huset blev beskudt, og en kollega styrtede gennem taget og ned i huset. Georg Arne Petersen udviste heltemodig og tapper indsats ved uden opfordring eller tøven og under beskydning at forblive på sin vagt uden hensyntagen til egen sikkerhed og med sigtet ild at optage kampen og samtidig tilkalde hjælp. Dette var afgjort medvirkende årsag til den succesfulde videre undsætning af kollegaen.
- Konstabel Thom Jepsen, og Erik Juhl Frandsen, begge fra Den Kongelige Livgarde.

Konstablerne Thom Jepsen, og Erik Juhl Frandsen blev tildelt medaljen for den 19. september 2007, hvor de sammen i forbindelse med operation Palk Wahel i Helmand Provinsen søgte frem under kraftig fjendtlig beskydning for i to tilfælde at redde en såret kammerat ved uden tøven at have bragt den tilskadekomne i dækning og herfra straks ydede en særdeles veludført førstehjælp, indtil sanitetspersonellet kunne overtage behandlingen.
Den ekstraordinære opofrende, modige og tapre indsats blev gennemført ufortøvet og uden opfordring og med risiko for eget liv og førlighed i forbindelse med redningsaktionen, hvilket ganske afgjort var medvirkende årsag til, at tiden mellem tilskadekomst og efterfølgende behandling blev forkortet, hvorved de tilskadekomnes behandlingsmuligheder blev betydeligt forbedret.
- Konstabel Martin Bødker, og sergent René Houbak Rasmussen, begge fra Trænregimentet.

Begge blev tildelt medaljen for heltemodig og tapper indsats den 29. november 2007, da de under kamphandlinger med Taleban i Helmand-provinsen i det sydlige Afghanistan bevægede sig frem for at yde førstehjælp til sårede kammerater.
Fjenden beskød kraftigt det område, hvor René og Martin sammen bevægede sig frem for at komme de sårede til undsætning. Under denne søgen frem passeredes åbent terræn, som fjenden havde stor mulighed for at beskyde, og samtidig var støtten fra egne styrker utilstrækkelig. Den ydede førstehjælp til de sårede var eksemplarisk.
Den ekstraordinære, uegennyttige, modige og tapre indsats blev gennemført ufortøvet og uden opfordring og med en tydelig erkendt fare for eget liv og førlighed ved at trænge frem for at hjælpe sårede kammerater.”
- Overkonstabel Lasse Rasmussen, og overkonstabel Kenneth Skovmand Pedersen, begge fra Gardehusarregimentet.

De to gjorde sig fortjent til medaljen den 23. juli 2008, da de gjorde tjeneste i Afghanistan på Hold 5, og indgik i manøvrestøttesektionen i Piranha-kompagniet, der hørte til Gardehusarregimentet i Slagelse.
Sektionen var i et beredskabsområde sammen med resten af kompagniet, da mortérgruppens vogn med åbenstående rampe bliver ramt bagfra af en panserværnsgranat.
Ved anslaget falder den højre brændstoftank af, og vognen bryder øjeblikkelig i brand.
Overkonstabel Lasse Rasmussen og daværende konstabel Kenneth Skovmand Pedersen løber med det samme ind i den brændende vogn, hvor de finder en kollega, der ligger under nogle ammunitionskasser. De får fjernet kasserne og får kollegaen i sikkerhed få meter uden for vognen.
Få sekunder efter begynder ammunitionen i vognen at eksplodere. 
Den ekstraordinære hurtige, opofrende, modige og tapre indsats blev gennemført ufortøvet, og uden opfordring og med risiko for eget liv og førlighed, hvilket ganske afgjort var årsag til den succesfulde undsætning af kollegaen, der formentlig ellers ville være omkommet.
- Konstabel Jesper Houlberg Christensen, Gardehusarregimentet.

Blev i november 2011 tildelt Forsvarets Medalje for Tapperhed, for at han den 19. februar 2010, under kamphandlinger, uden tøven, og med tydeligt erkendt risiko for eget liv og førlighed at have løbet frem under meget kraftig direkte beskydning for at komme en såret kammerat til undsætning, herunder at yde førstehjælp og stabilisere ham under stadig beskydning. Sergent Casper Westphalen Mathiesen gjorde sig fortjent til Tapperhedskorset under samme kamp. 